# BMW R 51
BMW R 51 – produkowany od 1938 do 1940 roku dwucylindrowy (bokser) motocykl firmy BMW. Był następcą modelu R 5, z którego przejął silnik z dwoma wałkami rozrządu. Pojawił się wraz z całą nową linią zaprezentowaną w tym samym czasie: R 61, R 61, R 66 i R 71. Sprzedano 3775 egzemplarzy w cenie 1595 Reichsmarek. Po zakończeniu produkcji motocykli cywilnych w 1941 roku BMW produkowało wyłącznie modele R 12 i R 75 na potrzeby armii.
W trakcie Sześciodniówki w 1937 roku BMW zaprezentowało pierwsze motocykle z suwakowym zawieszeniem tylnego koła. Zaprojektowane przez Aleksandra von Falkenhausen zawieszenie początkowo nie przypadło kierowcom do gustu. Dlatego też von Falkenhausen sam wziął udział w Sześciodniówce zdobywając Złoty Medal.

## Konstrukcja
Dwucylindrowy górnozaworowy silnik z dwoma wałkami rozrządu napędzanymi łańcuchem, w układzie bokser o mocy 24 KM wbudowany wzdłużnie zasilany 2 gaźnikami AMAL 5/423. Suche sprzęgło jednotarczowe połączone z 4-biegową, nożnie sterowaną skrzynią biegów. Oprócz nożnej dźwigni zmiany biegów można było zamówić pomocniczą dźwignię ręczną. Napęd koła tylnego wałem Kardana. Rama ze spawanych elektrycznie rur stalowych z suwakowym zawieszeniem tylnego koła z teleskopami. Przednie zawieszenie to widelec teleskopowy z tłumieniem olejowym. Z przodu i tyłu zastosowano hamulce bębnowe o średnicy 200 mm. Dźwignia tylnego hamulca była obsługiwana, podobnie jak w dzisiejszych motocyklach palcami stopy, a nie jak we wcześniejszych konstrukcjach pietą. Prędkość maksymalna 140 km/h.

## Wersje wyścigowe
R 51 był podstawą do zbudowania 2 wersji wyścigowych.

### R 51 SS (SuperSport)
R 51 SS miał o 4 KM więcej i osiągał 160 km/h. Był dzięki temu idealnym motocyklem dla początkujących kierowców wyścigowych.

### R 51 RS (RennSport)
R 51 RS miał całkowicie przekonstruowany silnik o mocy 36 KM. Osiągał maksymalną prędkość 180 km/h. Wyprodukowano jedynie 17 egzemplarzy, które nie były dostępne w wolnej sprzedaży. Wszystkie zostały przekazane młodym, utalentowanym kierowcom w wielu krajach jako wkład BMW w rozwój sportu motocyklowego. Co prawda nie miał takich osiągów jak fabryczne motocykle wyścigowe ale pozwalały na zwycięstwa w wyścigach krajowych i Grand Prix.